# Weeping Rock

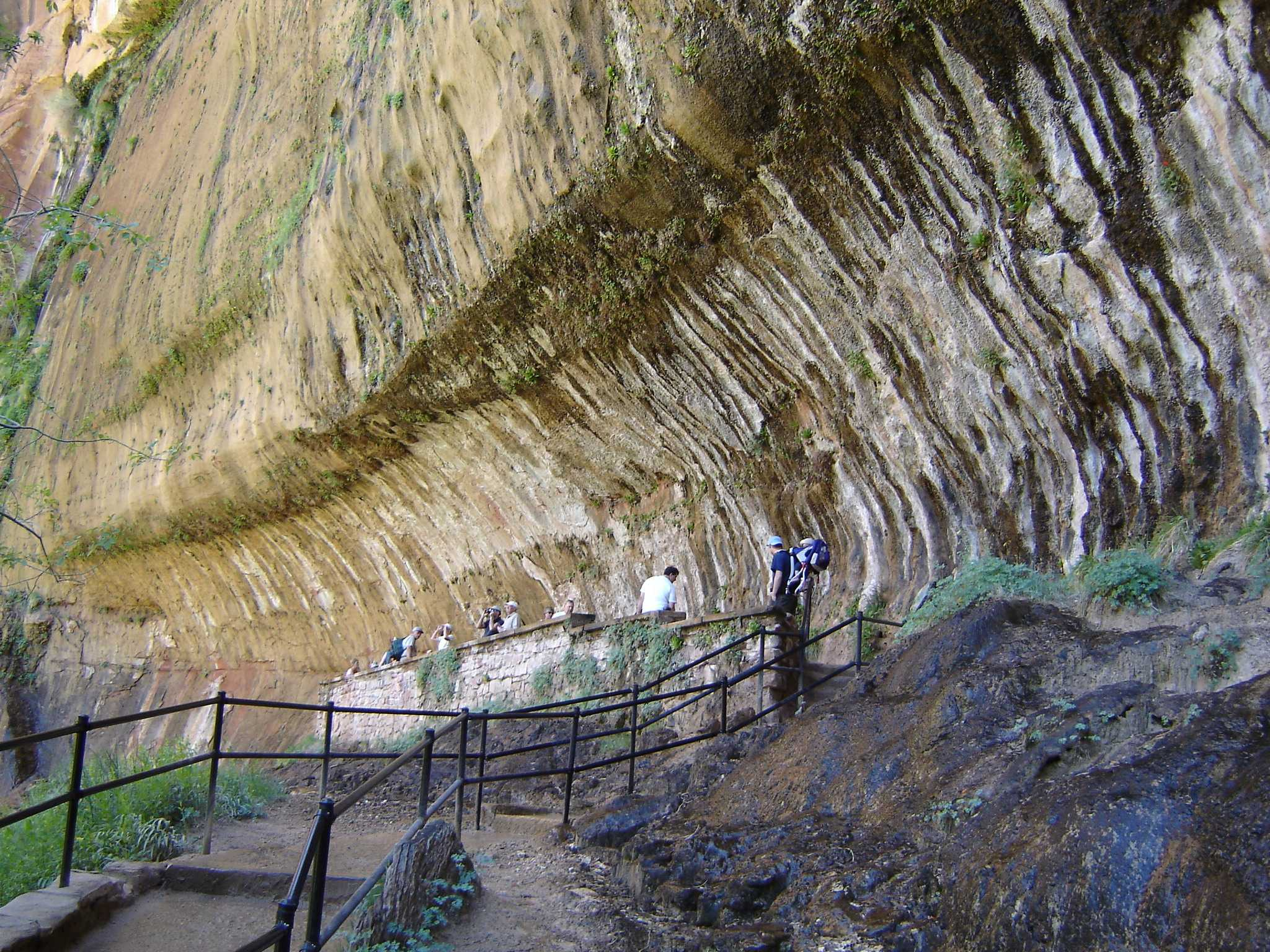
Weeping Rock im Zion-Nationalpark

Weeping Rock (Weinender Felsen) ist eine Felsformation im Zion-Nationalpark im südwestlichen US-Bundesstaat Utah, an der eine Hangquelle austritt. Es handelt sich um eine schüsselförmige Nische am Temple of Sinawava, in der die untere Sandsteinschicht ausgewaschen wurde, so dass ein überhängender Felsen entstand. Regenwasser wird vom Navajo-Sandstein absorbiert und sickert durch das Gestein nach unten. Wenn es auf die härtere, wenig durchlässige Kayenta-Schicht erreicht, tropft es aus dem Fels. So bildeten sich am Gestein Pflanzengesellschaften, sogenannte hängenden Gärten, deren bekannteste Pflanze die Fosters Columbine (Aquilegia Fosteri) ist.
Zum Weeping Rock gibt es einen etwa 600 Meter langen, asphaltierten Wanderweg von 30 Meter Höhenunterschied. Er bietet in seinem Verlauf spektakuläre Blicke auf den Great White Throne und Teile des Zion Canyons. Der Trail endet auf einer Plattform unter dem überhängenden Felsen hinter einem Vorhang aus Wassertropfen. Der hängende Garten am Weeping Rock ist der einzige von mehreren dieser Art im Zion-Nationalpark, zu dem ein direkter Trail führt.